# Belle Rive
Pour les articles homonymes, voir Belle Rive (homonymie).
Belle Rive est un feuilleton télévisé québécois en 70 épisodes de 26 minutes scénarisé par Réginald Boisvert et Anne-Marie Cloutier, diffusé entre le 6 septembre 1983 et le 22 mai 1985 sur le réseau TVA.
En France, la série a été diffusée du 7 juillet au 16 septembre 1988 sur La Cinq.

## Synopsis
« Belle Rive » raconte la vie d'un retraité qui conserve une forte influence sur les habitants de son village dans la Vallée-du-Richelieu.

## Fiche technique
- Scénarisation : Réginald Boisvert, Anne-Marie Cloutier
- Réalisation : Jean-Louis Sueur
- Société de production : Télé-Métropole

## Distribution
- Jean Coutu : Phonse Brochu
- Élizabeth Lesieur : Denise Lacerte
- Anouk Simard : Sylvie Bédard
- Yves Fortin : Bobi Lacerte
- Pascal Rollin : Curé Carignan
- Marie-Josée Longchamps : Norma Landry
- Victor Désy : Conrad Lanoie
- Hélène Grégoire : Évelyne Mathieu
- France Laverdière : Greta Sanders
- Huguette Oligny : Martine Giraud
- Philippe Robert : Anthime Gingras
- André Desjardins : Gaston Blouin, dit Le gars
- Hélène Dallaire : Ti-Lou, serveuse-propriétaire du casse-croûte
- Patrick Peuvion : Gontran De Rechef
- Olivier L'Écuyer : Jean-Guy Cardinal
- Gilbert Comtois : Sylvio Cardinal
- Aubert Pallascio : Abbé Dubeau
- Carole Séguin : Pascale Giraud
- Bruno Duguay : Luc Sirois
- Marguerite Cassivi : Huguette
- Carmelina Palumbo : Lucie Mathieu
- Bernard Meney : Jack Labraise
- Emmanuelle Brouillet : Christine Lebeau
- Denis Dubois : Pierre Beaumont
- Steve Gagnon : Julot Danis
- Karen Racicot : Anne Gélinas
- Sylvain Giguère : Grégoire Mathieu
- Denis-Philippe Tremblay : Mario Dulude